# 費拉德爾菲亞 (印地安納州)
費拉德爾菲亞（英語：Philadelphia）是位於美國印地安納州漢考克縣的一個非建制地區。